# Ponte (Sessa Aurunca)
Ponte è una frazione di circa 263 abitanti del comune italiano di Sessa Aurunca, in provincia di Caserta (Campania).

## Origini del nome
Il nome deriva da un ponte aurunco che attraversava il rivo ivi presso. Il ponte era parte di una strada, la via Fistula, proveniente da Sessa e formata da lastre di basalto, che fu attraversata dal console Marcello con le sue truppe per raggiungere il campo trincerato di Suessa durante la guerra contro Annibale.

## Geografia fisica
Posto ad un'altitudine di 422 m s.l.m., Ponte dista circa 5 km dal capoluogo.

## Infrastrutture e trasporti
Nella frazione sono installati ripetitori televisivi di varie aziende nazionali, che svolgono ruolo di copertura per la zona Domiziana e non.